# Víctimas no japonesas del bombardeo atómico

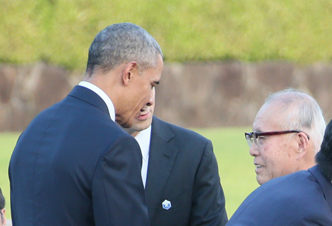
El presidente Barack Obama y Shigeaki Mori, creador del memorial de los prisioneros de guerra fallecidos en el bombardeo atómico en Hiroshima (mayo de 2016)

Durante el bombardeo atómico a las ciudades japonesas en 1945 hubo víctimas de otras nacionalidades, entre ellos había prisioneros de guerra o trabajadores esclavos.
Estos estaban constituidos por:
- Prisioneros de guerra aliados.
- Trabajadores chinos y coreanos.
- Estudiantes de Malasia que estaban becados.
- Cerca de 3200 ciudadanos estadounidense-japoneses.[1]

### Prisioneros de guerra estadounidenses
| Prisioneros de guerra estadounidenses fallecidos en Hiroshima confirmados-6 de agosto 1945 |                       |                                |
| Nombre                                                                                     | Ciudad natal          | Tipo y nombre baja militar     |
| Hugh H. Atkinson                                                                           | Seattle, Washington   | Liberator B-24, Lonesome Lady. |
| Buford J. Ellison                                                                          | Abeline, Texas        | Liberator B-24, Lonesome Lady. |
| John A. Long Jr.                                                                           | New Castle, PA        | Liberator B-24, Lonesome Lady. |
| Durden W. Looper                                                                           | Huntington, Arizona   | Liberator B-24, Lonesome Lady. |
| Ralph J. Neal                                                                              | Corbin, Kentucky      | Liberator B-24, Lonesome Lady. |
| James M. Ryan                                                                              | Binghamton, New York  | Liberator B-24, Lonesome Lady. |
| Charles O. Baumgartner                                                                     | Sebring, Ohio         | Liberator B-24, Taloa.         |
| Joseph E. Dubinsky                                                                         | Washington, PA        | Liberator B-24, Taloa.         |
| Julius Molnar                                                                              | Kalamazoo, Míchigan   | Liberator B-24, Taloa.         |
| Normand R. Brissette                                                                       | Lowell, Massachusetts | Curtiss SB2C, Helldiver.       |
| John J. Hantschel                                                                          | Appleton, Wisconsin   | Grumman F6F, Hellcat.          |
| Raymond L. Porter                                                                          | Butler, PA            | Curtiss SB2C, Helldiver.       |

- Nota 1: Nueve estadounidenses del total de la lista arriba señalada fallecieron instantáneamente en el Cuartel General de la Policía Militar de Chūgoku, Hiroshima. Normand Brissette y Rahlp Neal sobrevivieron al estallido; pero fallecieron días después por los efectos a la exposición a la radiación.[3]
- Nota 2: Los bombarderos B-24 Liberator Lonesome Lady y Taloa fueron derribados el 28 de julio de 1945 sobre el monte Futaba en Hiroshima tras bombardear al acorazado Haruna anclado en la bahía de Kure.[4]

(Traducido al español del original en inglés, publicado el 20 de mayo de 2016. Basado en entrevistas realizadas el 13 de mayo a Barry Frechette por videoconferencia y el 14 de mayo al investigador Mori Shigeaki en Hiroshima).
- Nota 3: Los aviadores estadounidenses Thomas Cartwright del B-24 Lonesome Lady y William Abel del Taloa respectivamente sobrevivieron al bombardeo atómico y a la guerra.[7] Cartwright fue trasladado el 1 de agosto a Omori y puesto en confinamiento, Abel saltó del avión, fue capturado y trasladado a Kure.[8]
- Nota 5: Otras publicaciones citan a 23 prisioneros de guerra en Hiroshima en agosto de 1945.

## Probables prisioneros de guerra víctimas en Nagasaki
En Nagasaki, en agosto de 1945 había aproximadamente 2500 prisioneros de guerra, mayoritariamente neerlandeses, australianos, británicos, y una docena de estadounidenses. Unos 195 de ellos fueron destinados a la fábrica Mitsubishi Jukogyo Nagasaki Zosen-Jo, la cual fue arrasada el 9 de agosto de 1945. 
El campo de prisioneros estaba a 1800 m del epicentro de la explosión.
La cifra de prisioneros de guerra fallecidos directamente por la explosión atómica no es certera y está en investigación.

## Contribución de un japonés
Shigeaki Mori es un historiador japonés nacido en 1937. Durante la Segunda Guerra Mundial, Mori residió en Hiroshima y sobrevivió al bombardeo atómico. Mori ha pasado gran parte de su vida adulta tratando de identificar a los prisioneros de guerra fallecidos en el bombardeo y además ha localizado y contactado a familiares de estas víctimas atómicas para informar de su destino. Los restos del avión derribado, el Taloa que habían sido ocultados por los granjeros locales fueron entregados a Mori con la esperanza de ser devueltos a los familiares sobrevivientes. Mori ha publicado un libro llamado Una historia secreta de los miembros del servicio de Estados Unidos que murieron en la bomba atómica. El presidente Barack Obama se reunió con Mori en 2016 durante una visita a Hiroshima (en la foto).